# LBI International
LBi var ett svensk-nederländskt konsultföretag för strategirådgivning inom teknik och marknadsföring. År 2013 slogs LBi ihop med Digitas till DigitasLBi, som är en del av Publicis Groupe.
LBi bildades 1 augusti 2006 genom sammanslagningen av LB Icon (tidigare sammanslagning av Lost Boys och Icon Medialab) och Framfab. Företaget hade över 1 200 anställda på 22 kontor i USA och i flera länder i Europa och hade en omsättning på cirka 1,5 miljarder kronor. Huvudkontoret låg i Amsterdam. 
Den 1 augusti 2010 köptes LBi upp av Obtineo, varpå LBi avlistade sig från Stockholmsbörsen. Obtineo bytte samma dag namn till LBi.
Företaget köptes upp av Publicis Groupe år 2012 och slogs året därpå ihop med Digitas för att blida DigitasLBi.